# Chute libre (collection)
Pour les articles homonymes, voir Chute libre.
Chute libre était une collection de science-fiction créée par Gérard Lebovici et les éditions Champ libre en 1974. La collection cessa d'exister en 1978 après avoir publié vingt-et-un titres.
La collection Chute libre était dirigée par Jean-Claude Zylberstein d'après une idée de Jean-Patrick Manchette.
La couverture était dessinée par Alain Le Saux.
Des auteurs tels que Philip José Farmer, Philip K. Dick, Norman Spinrad, J.G. Ballard ou Theodore Sturgeon furent publiés dans la collection.
La collection Rechute des Éditions Goater est un hommage à cette collection dont elle reprend le style graphique.

## Liste des titres

### 1974
- La Jungle nue par Philip José Farmer
- Les Culbuteurs de l'enfer par Roger Zelazny
- Comme une bête par Philip José Farmer
- Le Chaos final par Norman Spinrad

### 1975
- Gare à la bête par Philip José Farmer
- Les Pionniers du chaos par Norman Spinrad
- Vice versa par Samuel R. Delany
- Le Bal des schizos par Philip K. Dick [détails des éditions]
- La Défonce Glogauer par Michael Moorcock
- Une bourrée pastorale par Philip José Farmer

### 1976
- Vénus plus X par Theodore Sturgeon
- Orgasmachine par Ian Watson
- Défense de coucher par Richard E. Geis
- La Foire aux atrocités par James G. Ballard
- Robot blues par Philip K. Dick (édité ensuite sous les titres Les androïdes rêvent-ils de moutons électriques ?, puis Blade Runner) [détails des éditions]
- Service d'ordre par Barry N. Malzberg

### 1977
- Chacun son tour par Philip José Farmer
- Tendre Réseau par David Meltzer
- Manque de pot par Philip K. Dick (édité ensuite sous le titre Le Guérisseur de cathédrales) [détails des éditions]
- À double tranchant par George MacBeth

### 1978
- Tarzan vous salue bien par Philip José Farmer (Hors Collection)